# Щербатов Микола Борисович
Князь Микола Борисович Щербатов (22 січня (3 лютого) 1868 року — 29 червня 1943) — російський державний діяч, міністр внутрішніх справ (червень-вересень 1915), камергер, дійсний статський радник, полтавський губернський предводитель дворянства.

## Життєпис
Закінчив Пажеський корпус і з 1889 року служив у 44-му драгунському Нижньогородському полку, у 1892 році звільнений у запас. У 1895—1897 роках перебував на службі з Міністерства державного майна, потім проживав у своєму маєтку.
Був обраний в повітові гласні Лебединського повіту Харківської губернії та почесним мировим суддею в тому ж повіті, в 1902—1915 років був повітовим і губернським гласним в Полтавській губернії, і почесним мировим суддею по Лубенському та Лохвицькому повітах. Крім того, був почесним піклувальником Лубенської чоловічої гімназії та почесним головою Лубенського сільськогосподарського товариства, якого він був засновником і першим головою.
У 1905 році князь Щербатов сприяв об'єднанню помірних елементів губернії та був одним із засновників, ще до 17 жовтня колективної групи, згодом найменованої «Партією правового порядку». У грудні 1905 року він був делегований партією на з'їзд до Санкт-Петербурга, де його обрали членом Імперської ради Партії правового порядку, а потім і головою його. На всіх з'їздах земських та міських діячів, що відбувалися на той час, князь Щербатов був представником Полтавського губернського земства. Був виборщиком до 3-ї Державної Думи і від дворянства — до Державної Ради. У 1905 був обраний членом Ради Об'єднаного дворянства і залишався в цьому званні до 1907 року.
З 1907 — полтавський губернський предводитель дворянства. Призначений у звання камергера (1909). 1912 року був обраний членом Державної ради від Полтавського земства, належав до групи правого центру.
Князь Щербатов займав чільне місце серед кіннозаводчиків Російської імперії, і вважався знавцем цієї справи. З 1896 року він постійно запрошувався як експерт на всі великі виставки з кіннозаводства в Росії, а в 1911 році єдиним з-поміж російських кіннозаводчиків був запрошений на міжнародну виставку в Лондон експертом.
З 1 січня 1913 року він був призначений керівником Державного кіннозаводства з виробництвом у дійсні статські радники.
З 5 червня до 26 вересня 1915 р. — керівник Міністерства внутрішніх справ Російської імперії, у Раді міністрів виступав за співпрацю з опозицією. Після відставки з посади міністра знову обрано членом Державної ради від полтавського земства.
Був одружений (з 1 листопада 1898; Берлін) на фрейліні Олександрі Михайлівні Петрово-Соловово (1875—1918), онуці Бориса Перовського, яка померла в Кисловодську. У шлюбі вони мали трьох дітей.
Після Жовтневого перевороту перебував на еміграції, обирався делегатом на Російський закордонний з'їзд (квітень 1926 р.) від Німеччини. Помер у Німеччині.